# ジェイアール西日本マルニックス
株式会社ジェイアール西日本マルニックス（ジェイアールにしにほんマルニックス）は、大阪市淀川区に本社を置く貨物自動車運送業者。西日本旅客鉄道（JR西日本）の連結子会社。

## 歴史
1949年設立、当時の社名は大阪鉄道荷物株式会社。JR西日本の前身の国鉄時代から、現在のJR西日本エリアにおいて鉄道荷物発送（山陽新幹線を活用した貨客混載（「荷もっシュッ!」）を含む）・鉄道資機材運送・倉庫管理・駅構内物流の各種業務を行っていた。1986年、国鉄が荷物輸送を廃止したことから、同社もトラック輸送へと事業転換を行った。国鉄民営化後の1997年、JR西日本が株式の51％を取得し、現社名に変更した。なお、「マルニ」とは大阪鉄道荷物時代の通称で、新社名にもその名残がある。

## 本社・事業所
- 本社 - 大阪府大阪市淀川区宮原3丁目5番24号 新大阪第一生命ビル13階
- 大阪支店 - 大阪府東大阪市
- 京都支店 - 京都府京都市伏見区
- 千里支店 - 大阪府吹田市
- 梅田支店 - 大阪府大阪市北区
- 神戸支店 - 兵庫県神戸市中央区